# Nimfeum

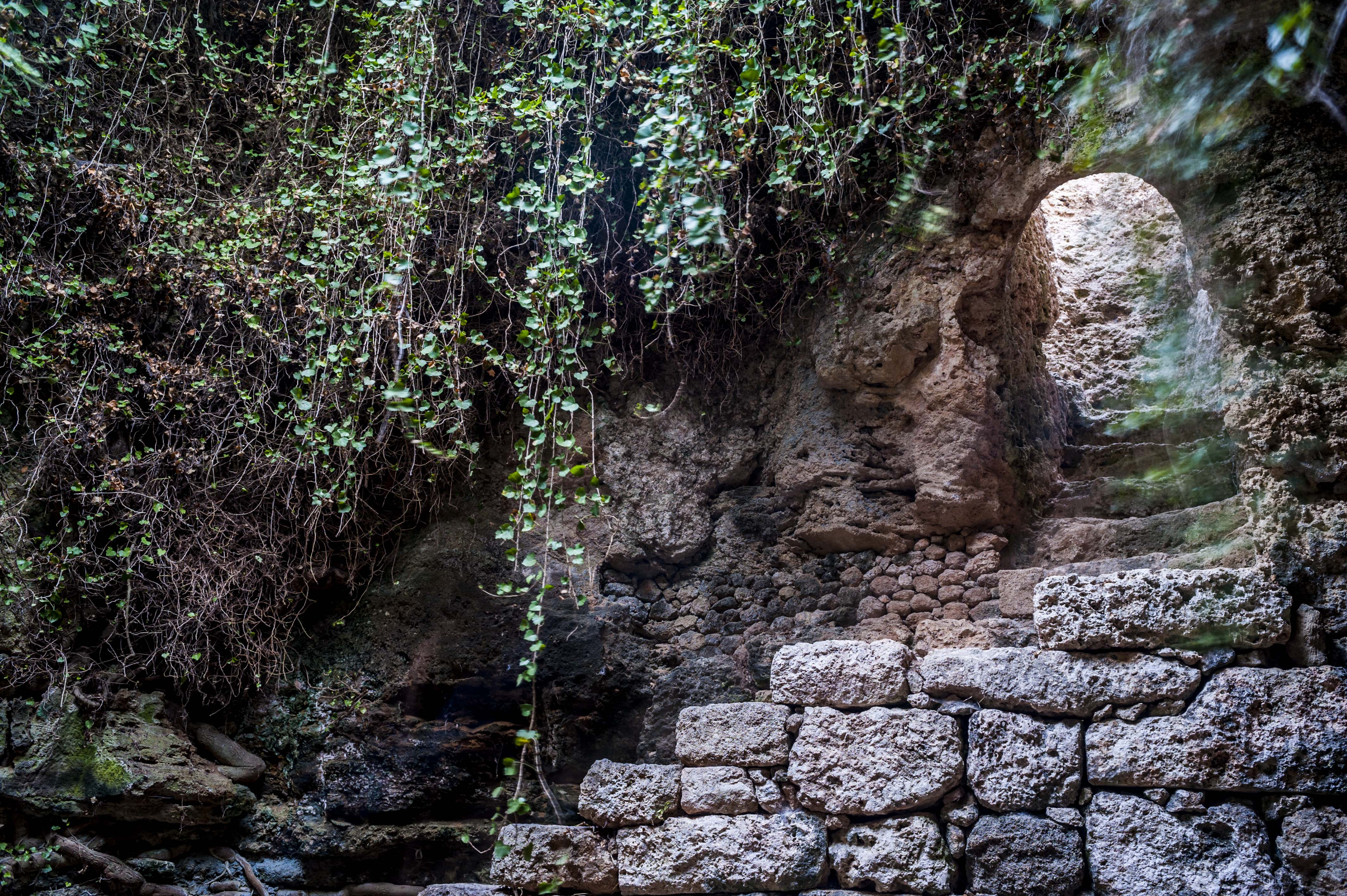
Wejście do pierwotnego nimfeum na Rodos

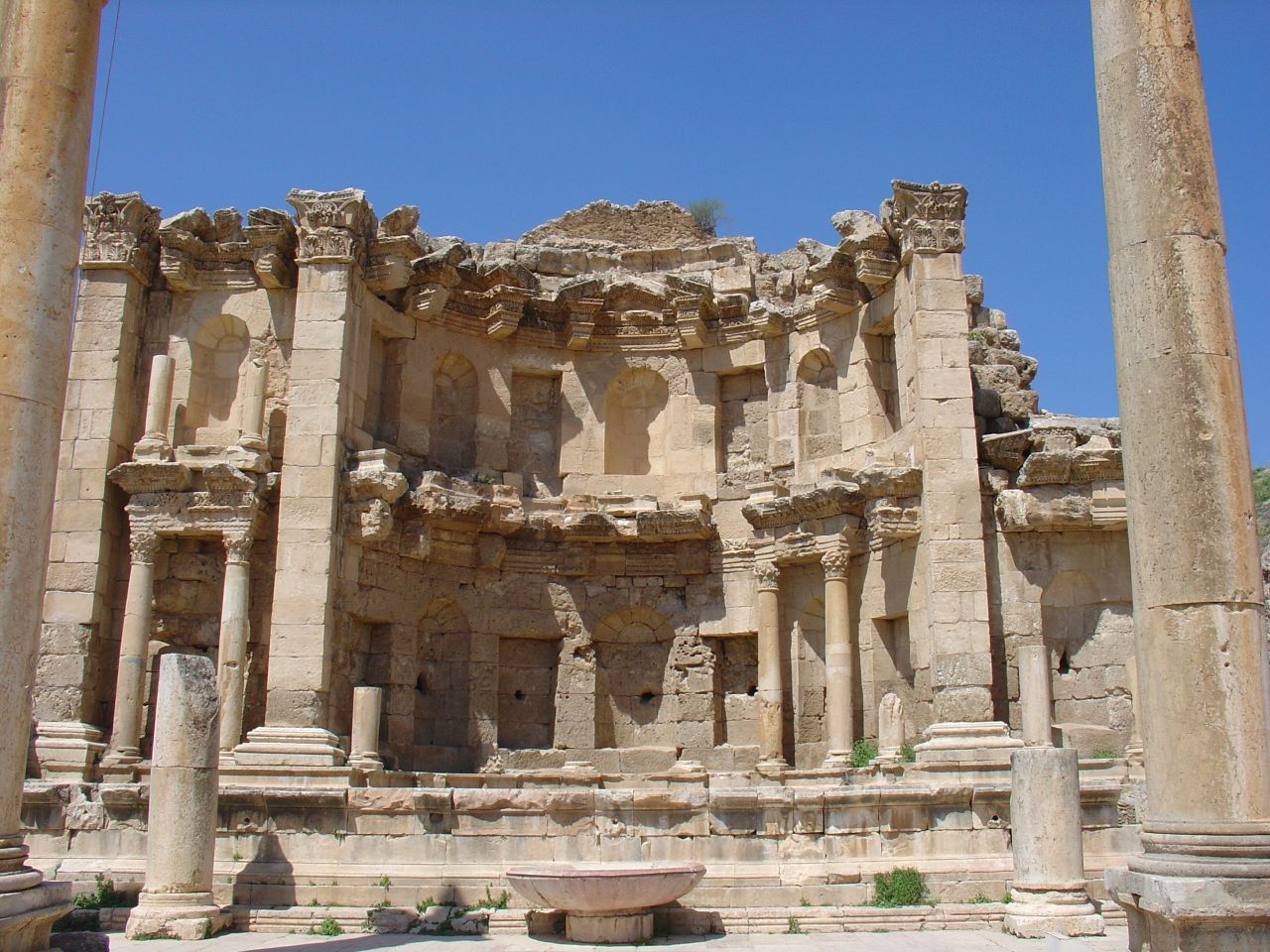
Okazałe nimfeum z czasów rzymskich w syryjskiej Gerazie

Nimfeum (łac. nymphaeum od stgr. νυμφαῖον nymphaion) – miejsca mające w kulturze starożytnej kilka zróżnicowanych znaczeń.
W starożytnej Grecji określano tak początkowo groty albo gaje z naturalnymi źródłami poświęconymi nimfom i bóstwom wodnym. W późniejszych czasach nazwę tę odnoszono do specjalnych budowli studziennych (w postaci sztucznej groty, altany) bądź pawilonów zlokalizowanych przy źródłach, pełniących publiczne funkcje użytkowe (jak np. nimfeum Enneakrunos na ateńskiej agorze).
W budownictwie starożytnego Rzymu nimfeum stanowiło zwykle architektoniczną obudowę zakończenia wodociągu otoczonego naturalnie zielenią – rodzaj fontanny, wodotrysku w okazałej postaci, np. eksedry. Nierzadko monumentalne, urządzone z wielkim przepychem, tak by z wysokości kilku poziomów, poprzez fasady zdobione posągami i kolumnami, woda spadała do płaskich basenów. Okazałą oprawę architektoniczną miało zwłaszcza nimfeum na Eskwilinie, dawniej błędnie uważane za świątynię Minerwy Medica.